# Torneo de Promoción y Reserva de 2019
El Torneo de Promoción y Reserva de fútbol del Perú 2019 es la décima edición de este torneo. Se inició el viernes 15 de febrero y finalizará el 25 de noviembre. Esta edición se juega en paralelo a la Liga 1 2019 (antiguo Torneo Descentralizado).
Participan en él los 18 clubes que integran la Liga 1. El torneo se juega en paralelo a los torneos Apertura y Clausura de los primeros equipos. En esta edición, no se jugará el Torneo de Verano.

## Sistema del Campeonato
El torneo se jugará con el sistema de todos contra todos en partidos de ida y vuelta.
Concluida la fecha 34, se establecerá una Tabla de Posiciones. El primer lugar otorgará 2 puntos a su primer equipo en la Tabla acumulada de la Liga 1. A su vez, el segundo lugar otorgará 1 punto a su primer equipo. Esta bonificación se hará efectiva inmediatamente después de haber concluido el torneo.
Los equipos deberán cumplir con los jugadores obligatorios en campo que exigen las bases del campeonato:
- Mínimo 2 nacidos al 1 de enero de 1999 o menor.
- Mínimo 4 nacidos al 1 de enero del 2000 o menor.
- Mínimo 2 nacidos al 1 de enero del 2001 o menor.
- Máximo 3 jugadores de categoría libre.

## Información de los equipos
| Equipo                    | Entrenador      | Estadio                      | Capacidad | Proveedor    | Auspiciador principal |
| ------------------------- | --------------- | ---------------------------- | --------- | ------------ | --------------------- |
| Academia Cantolao         | Ramón Perleche  | Cultural Lima                | 0         | Verco        |                       |
| Alianza Lima              | Guillermo Salas | Complejo EGB                 | 0         | Nike         | Banco Pichincha       |
| Alianza Universidad       | César Chacón    | Heraclio Tapia León          | 25 000    | New Athletic | UDH                   |
| Ayacucho FC               | Bandera de ?    | Ciudad de Cumaná             | 15 000    | Real         | Coop. Santa María     |
| Carlos A. Mannucci        | Bandera de ?    | Mansiche                     | 24 000    | Walon        | UPAO                  |
| Deportivo Binacional      | Bandera de ?    | Guillermo Briceño Rosamedina | 20 000    | New Athletic |                       |
| Deportivo Municipal       | Gerardo Calero  | Complejo César Garrido Lecca | 0         | Umbro        |                       |
| FBC Melgar                | Bandera de ?    | Monumental de la UNSA        | 60 000    | Walon        | Caja Arequipa         |
| Pirata FC                 | Bandera de ?    | Francisco Mendoza Pizarro    | 5 000     | Habitez      | Univ. Privada Telesup |
| Real Garcilaso            | Bandera de ?    | Inca Garcilaso de la Vega    | 42 000    | Walon        | Caja Cusco            |
| Sport Boys                | Luis Hernández  | Municipal de Ventanilla      | 5 000     | Sfera3       |                       |
| Sport Huancayo            | Lorenzo López   | Huancayo                     | 20 000    | Walon        | Caja Huancayo         |
| Sporting Cristal          | Bandera de ?    | La Florida                   | 0         | Adidas       | Cerveza Cristal       |
| Unión Comercio            | Raymundo Paz    | IPD de Moyobamba             | 12 000    | Real         |                       |
| Univ. César Vallejo       | Bandera de ?    | Mansiche                     | 24 000    | Real         | UCV                   |
| Univ. San Martín          | José Espinoza   | Alberto Gallardo             | 15 000    | Umbro        | USMP                  |
| UTC                       | Óscar Marín     | Héroes de San Ramón          | 15 000    | Convert      |                       |
| Universitario de Deportes | Juan Pajuelo    | Campo Mar - U                | 0         | Marathon     | Caja Huancayo         |

## Resultados

### Clasificación
| Pos. | Equipo               | PJ | PG | PE | PP | GF | GC | Dif. | Puntos |
| ---- | -------------------- | -- | -- | -- | -- | -- | -- | ---- | ------ |
| 1°   | Sporting Cristal     | 34 | 23 | 5  | 6  | 86 | 32 | +54  | 74     |
| 2°   | Sport Huancayo       | 34 | 21 | 9  | 4  | 48 | 21 | +27  | 72     |
| 3°   | Alianza Lima         | 34 | 21 | 8  | 5  | 62 | 29 | +33  | 71     |
| 4°   | Universitario        | 34 | 19 | 9  | 6  | 70 | 28 | +42  | 66     |
| 5°   | FBC Melgar           | 34 | 19 | 6  | 9  | 74 | 45 | +29  | 63     |
| 6°   | Academia Cantolao    | 34 | 16 | 5  | 13 | 69 | 47 | +22  | 53     |
| 7°   | Sport Boys           | 34 | 16 | 5  | 13 | 49 | 46 | +3   | 53     |
| 8°   | Univ. César Vallejo  | 34 | 15 | 5  | 14 | 76 | 69 | +7   | 50     |
| 9°   | Ayacucho FC          | 34 | 13 | 7  | 14 | 46 | 51 | -5   | 46     |
| 10°  | Univ. San Martín     | 34 | 11 | 9  | 14 | 66 | 57 | +9   | 42     |
| 11°  | Carlos A. Mannucci   | 34 | 12 | 4  | 18 | 48 | 67 | -19  | 40     |
| 12°  | Unión Comercio       | 34 | 11 | 6  | 17 | 47 | 62 | -15  | 39     |
| 13°  | Alianza Universidad  | 34 | 10 | 6  | 18 | 54 | 71 | -17  | 36     |
| 14°  | Deportivo Municipal  | 34 | 10 | 6  | 18 | 38 | 58 | -20  | 36     |
| 15°  | Pirata FC            | 34 | 7  | 12 | 15 | 43 | 56 | -13  | 33     |
| 16°  | Deportivo Binacional | 34 | 11 | 0  | 23 | 38 | 94 | -56  | 33     |
| 17°  | Real Garcilaso       | 34 | 7  | 8  | 19 | 31 | 64 | -33  | 29     |
| 18°  | UTC                  | 34 | 6  | 6  | 22 | 33 | 81 | -48  | 24     |

| Última actualización:18 de noviembre de 2019. Fuente: Ovación |

|  | Dos puntos de bonificación en la tabla acumulada de la Liga 1 2019. |
|  | Un punto de bonificación en la tabla acumulada de la Liga 1 2019.   |

### Evolución de la clasificación
| Jornada / Equipo     | 1  | 2  | 3  | 4  | 5  | 6  | 7  | 8  | 9  | 10 | 11 | 12 | 13 | 14 | 15 | 16 | 17 | 18 | 19 | 20 | 21 | 22 | 23 | 24 | 25 | 26 | 27 | 28 | 29 | 30 | 31 | 32 | 33 | 34 |  |
| Jornada / Equipo     |    |    |    |    |    |    |    |    |    |    |    |    |    |    |    |    |    |    |    |    |    |    |    |    |    |    |    |    |    |    |    |    |    |    |  |
| -------------------- | -- | -- | -- | -- | -- | -- | -- | -- | -- | -- | -- | -- | -- | -- | -- | -- | -- | -- | -- | -- | -- | -- | -- | -- | -- | -- | -- | -- | -- | -- | -- | -- | -- | -- |  |
| Sport Huancayo       | 5  | 1  | 1  | 1  | 1  | 1  | 2  | 2  | 1  | 3  | 3  | 2  | 1  | 1  | 1  | 1  | 1  | 1  | 1  | 1  | 1  | 1  |    |    |    |    |    |    | 2  | 2  | 2  | 2  | 2  | 2  |  |
| FBC Melgar           | 17 | 15 | 7  | 13 | 7  | 10 | 6  | 8  | 7  | 5  | 4  | 4  | 3  | 3  | 4  | 3  | 3  | 3  | 3  | 3  | 2  | 3  |    |    |    |    |    |    | 3  | 4  | 5  | 5  | 5  | 5  |  |
| Universitario        | 10 | 12 | 4  | 3  | 6  | 3  | 3  | 3  | 3  | 2  | 1  | 1  | 2  | 2  | 3  | 2  | 2  | 2  | 2  | 2  | 3  |    |    |    |    |    |    |    | 5  | 5  | 4  | 4  | 4  | 4  |  |
| Sporting Cristal     | 14 | 14 | 10 | 4  | 5  | 9  | 5  | 7  | 6  | 9  | 11 | 11 | 6  | 5  | 7  | 6  | 6  | 7  | 4  | 4  | 4  |    |    |    |    |    |    |    | 1  | 1  | 1  | 1  | 1  | 1  |  |
| Alianza Lima         | 1  | 5  | 2  | 2  | 2  | 2  | 1  | 1  | 2  | 1  | 2  | 3  | 4  | 4  | 2  | 4  | 4  | 4  | 5  | 5  | 5  |    |    |    |    |    |    |    | 4  | 3  | 3  | 3  | 3  | 3  |  |
| Univ. César Vallejo  | 3  | 10 | 13 | 6  | 8  | 5  | 4  | 4  | 4  | 7  | 6  | 8  | 8  | 6  | 5  | 7  | 7  | 6  | 7  | 7  | 6  |    |    |    |    |    |    |    | 8  | 8  | 8  | 8  | 8  | 8  |  |
| Sport Boys           | 18 | 16 | 18 | 18 | 18 | 17 | 14 | 12 | 8  | 11 | 8  | 5  | 5  | 7  | 6  | 5  | 5  | 5  | 6  | 6  | 7  |    |    |    |    |    |    |    | 6  | 6  | 6  | 6  | 7  | 7  |  |
| Univ. San Martín     | 8  | 4  | 8  | 12 | 9  | 6  | 9  | 5  | 5  | 4  | 7  | 9  | 10 | 10 | 10 | 11 | 10 | 9  | 8  | 8  | 8  |    |    |    |    |    |    |    | 10 | 10 | 10 | 11 | 10 | 10 |  |
| Deportivo Municipal  | 2  | 2  | 3  | 7  | 10 | 11 | 13 | 11 | 9  | 6  | 5  | 6  | 7  | 8  | 8  | 8  | 8  | 8  | 9  | 9  | 9  |    |    |    |    |    |    |    | 13 | 11 | 11 | 13 | 13 | 14 |  |
| Ayacucho FC          | 6  | 7  | 5  | 10 | 14 | 15 | 17 | 15 | 15 | 14 | 14 | 15 | 14 | 14 | 12 | 9  | 9  | 10 | 11 | 10 | 10 |    |    |    |    |    |    |    | 9  | 9  | 9  | 9  | 9  | 9  |  |
| Alianza Universidad  | 7  | 9  | 11 | 5  | 3  | 4  | 7  | 13 | 10 | 12 | 9  | 7  | 9  | 9  | 9  | 12 | 12 | 13 | 12 | 12 | 11 |    |    |    |    |    |    |    | 12 | 13 | 14 | 15 | 15 | 13 |  |
| Carlos A. Mannucci   | 13 | 17 | 16 | 17 | 13 | 14 | 11 | 6  | 11 | 8  | 10 | 10 | 11 | 11 | 13 | 10 | 11 | 11 | 10 | 11 | 12 |    |    |    |    |    |    |    | 11 | 12 | 12 | 10 | 12 | 11 |  |
| Academia Cantolao    | 16 | 8  | 12 | 15 | 16 | 12 | 15 | 16 | 16 | 16 | 15 | 14 | 13 | 12 | 11 | 13 | 13 | 12 | 13 | 13 | 13 |    |    |    |    |    |    |    | 7  | 7  | 7  | 7  | 6  | 6  |  |
| Real Garcilaso       | 4  | 11 | 14 | 8  | 11 | 7  | 8  | 9  | 13 | 10 | 12 | 12 | 12 | 13 | 14 | 14 | 14 | 14 | 14 | 14 | 14 |    |    |    |    |    |    |    | 17 | 17 | 17 | 16 | 16 | 17 |  |
| Pirata FC            | 15 | 13 | 17 | 16 | 17 | 16 | 12 | 10 | 12 | 13 | 13 | 13 | 15 | 15 | 15 | 16 | 16 | 15 | 16 | 15 | 15 |    |    |    |    |    |    |    | 15 | 15 | 15 | 14 | 14 | 15 |  |
| Unión Comercio       | 11 | 6  | 9  | 11 | 12 | 13 | 16 | 17 | 17 | 17 | 17 | 16 | 17 | 16 | 16 | 15 | 15 | 16 | 15 | 16 | 16 |    |    |    |    |    |    |    | 14 | 14 | 13 | 12 | 11 | 12 |  |
| Deportivo Binacional | 12 | 18 | 15 | 9  | 4  | 8  | 10 | 14 | 14 | 15 | 16 | 18 | 16 | 17 | 18 | 18 | 18 | 18 | 17 | 18 | 17 |    |    |    |    |    |    |    | 16 | 16 | 16 | 17 | 17 | 16 |  |
| UTC                  | 9  | 3  | 6  | 14 | 15 | 18 | 18 | 18 | 18 | 18 | 18 | 17 | 18 | 18 | 17 | 17 | 17 | 17 | 18 | 17 | 18 |    |    |    |    |    |    |    | 18 | 18 | 18 | 18 | 18 | 18 |  |

| Local \ Visitante    | ACA | ALI | ALU | AYA | MAN | BIN | MUN | MEL | PIR | RGA | SBO | HUA | CRI | UCO | UCV | USM | UTC | UNI |
| -------------------- | --- | --- | --- | --- | --- | --- | --- | --- | --- | --- | --- | --- | --- | --- | --- | --- | --- | --- |
| Academia Cantolao    | —   | 1–2 | 2–0 | 4–0 | 6–2 | 8–1 | 1–2 | 0–2 | 5–2 | 2–0 | 2–0 | 0–1 | 2–1 | 1–1 | 3–2 | 1–1 | 2–0 | 2–1 |
| Alianza Lima         | 4–3 | —   | 2–1 | 1–0 | 2–1 | 8–0 | 1–0 | 0–2 | 4–1 | 3–0 | 2–0 | 0–0 | 1–2 | 3–0 | 1–0 | 2–1 | 6–1 | 0–1 |
| Alianza Universidad  | 1–0 | 0–0 | —   | 0–0 | 1–0 | 2–1 | 2–1 | 2–2 | 1–3 | 3–2 | 2–4 | 0–1 | 1–2 | 3–1 | 6–2 | 1–1 | 5–1 | 3–0 |
| Ayacucho FC          | 1–0 | 2–3 | 2–0 | —   | 0–0 | 1–3 | 3–0 | 3–3 | 3–0 | 4–1 | 2–2 | 2–1 | 1–0 | 2–1 | 4–1 | 2–2 | 3–1 | 3–1 |
| Carlos A. Mannucci   | 3–2 | 4–1 | 1–1 | 0–1 | —   | 5–1 | 4–2 | 3–0 | 3–2 | 2–1 | 1–2 | 0–2 | 0–2 | 3–0 | 2–2 | 2–1 | 3–0 | 1–1 |
| Deportivo Binacional | 2–1 | 1–3 | 2–1 | 3–1 | 0–1 | —   | 3–1 | 0–1 | 2–1 | 0–1 | 1–4 | 0–1 | 2–1 | 3–2 | 1–2 | 1–5 | 2–1 | 0–1 |
| Deportivo Municipal  | 0–3 | 0–1 | 2–1 | 1–0 | 2–0 | 2–0 | —   | 1–4 | 1–1 | 0–0 | 2–2 | 0–2 | 1–4 | 3–0 | 4–1 | 0–3 | 1–0 | 1–2 |
| FBC Melgar           | 5–1 | 0–2 | 4–0 | 1–0 | 5–1 | 4–2 | 0–2 | —   | 4–2 | 2–0 | 5–1 | 2–2 | 3–4 | 1–1 | 5–2 | 1–0 | 4–0 | 1–0 |
| Pirata FC            | 2–3 | 1–1 | 2–1 | 0–1 | 2–1 | 3–0 | 1–0 | 1–1 | —   | 0–1 | 1–2 | 0–0 | 0–3 | 4–1 | 3–2 | 1–1 | 0–1 | 0–2 |
| Real Garcilaso       | 1–1 | 1–1 | 2–2 | 1–1 | 4–2 | 2–1 | 0–1 | 2–1 | 1–1 | —   | 0–1 | 0–1 | 2–1 | 1–4 | 2–2 | 1–4 | 2–1 | 0–1 |
| Sport Boys           | 2–1 | 0–0 | 3–0 | 2–1 | 1–0 | 0–3 | 2–0 | 2–1 | 1–0 | 3–0 | —   | 1–0 | 1–2 | 1–2 | 0–3 | 0–0 | 0–0 | 0–2 |
| Sport Huancayo       | 1–0 | 3–0 | 2–1 | 1–0 | 4–0 | 1–0 | 2–0 | 3–1 | 1–1 | 0–0 | 3–2 | —   | 1–0 | 1–0 | 2–0 | 2–1 | 0–0 | 1–2 |
| Sporting Cristal     | 2–2 | 1–1 | 4–1 | 7–0 | 1–0 | 8–0 | 3–1 | 0–0 | 1–0 | 6–2 | 1–0 | 0–0 | —   | 7–0 | 1–1 | 3–2 | 6–0 | 0–2 |
| Unión Comercio       | 1–2 | 0–3 | 4–2 | 2–1 | 0–2 | 5–0 | 3–0 | 1–2 | 2–2 | 2–0 | 1–0 | 2–2 | 0–1 | —   | 3–2 | 4–4 | 2–1 | 0–0 |
| Univ. César Vallejo  | 2–1 | 1–2 | 6–1 | 4–1 | 1–0 | 5–1 | 2–2 | 3–2 | 3–3 | 2–1 | 2–0 | 1–3 | 1–3 | 2–0 | —   | 5–1 | 8–1 | 2–1 |
| Univ. San Martín     | 0–4 | 0–1 | 6–1 | 3–0 | 9–0 | 2–0 | 2–2 | 0–2 | 1–1 | 2–0 | 2–4 | 3–1 | 2–4 | 1–0 | 1–3 | —   | 1–1 | 1–3 |
| UTC                  | 0–1 | 1–1 | 0–7 | 0–0 | 6–0 | 1–2 | 3–1 | 1–2 | 1–1 | 1–0 | 1–4 | 1–2 | 2–4 | 1–2 | 3–1 | 1–3 | —   | 0–0 |
| Universitario        | 2–2 | 0–0 | 6–1 | 1–1 | 2–1 | 9–0 | 2–2 | 3–1 | 1–1 | 6–0 | 3–2 | 1–1 | 0–1 | 1–0 | 5–0 | 3–0 | 5–0 | —   |

### Torneo Apertura
| Fecha 1              | Fecha 1   | Fecha 1             | Fecha 1                   | Fecha 1       | Fecha 1 | Fecha 1 |
| Local                | Resultado | Visitante           | Estadio                   | Fecha         | Hora    | Árbitro |
| -------------------- | --------- | ------------------- | ------------------------- | ------------- | ------- | ------- |
| Alianza Lima         | 2 – 0     | Sport Boys          | Complejo EGB              | 15 de febrero | 10:00   | ?       |
| Univ. San Martín     | 1 – 1     | UTC                 | Alberto Gallardo          | 16 de febrero | 10:45   | ?       |
| Deportivo Binacional | 1 – 2     | Univ. César Vallejo | Guillermo Briceño         | 16 de febrero | 12:30   | ?       |
| Carlos A. Mannucci   | 0 – 1     | Ayacucho FC         | Mansiche                  | 16 de febrero | 14:30   | ?       |
| Sport Huancayo       | 1 – 0     | Sporting Cristal    | Huancayo                  | 16 de febrero | 17:15   | ?       |
| Unión Comercio       | 0 – 0     | Universitario       | IPD de Moyobamba          | 17 de febrero | 8:30    | ?       |
| FBC Melgar           | 0 – 2     | Deportivo Municipal | Municipal de Sachaca      | 17 de febrero | 10:00   | ?       |
| Pirata FC            | 0 – 1     | Real Garcilaso      | Francisco Mendoza Pizarro | 18 de febrero | 15:30   | –       |
| Alianza Universidad  | 1 – 0     | Academia Cantolao   | Heraclio Tapia            | 18 de febrero | 17:15   | –       |

| Fecha 2             | Fecha 2   | Fecha 2              | Fecha 2                   | Fecha 2       | Fecha 2 | Fecha 2 |
| Local               | Resultado | Visitante            | Estadio                   | Fecha         | Hora    | Árbitro |
| ------------------- | --------- | -------------------- | ------------------------- | ------------- | ------- | ------- |
| UTC                 | 6 - 0     | Carlos A. Mannucci   | Municipal de Cajamarca    | 22 de febrero | 11:00   | ?       |
| Universitario       | 1 - 1     | Pirata FC            | Monumental                | 22 de febrero | 10:00   | ?       |
| Univ. César Vallejo | 1 - 3     | Sport Huancayo       | Villa Poeta               | 23 de febrero | 8:30    | ?       |
| Sporting Cristal    | 1 - 1     | Alianza Lima         | La Florida                | 23 de febrero | 8:30    | ?       |
| Academia Cantolao   | 8 - 1     | Deportivo Binacional | Cultural Lima             | 23 de febrero | 9:00    | ?       |
| Ayacucho FC         | 3 - 3     | FBC Melgar           | Ciudad de Cumaná          | 23 de febrero | 12:45   | ?       |
| Sport Boys          | 1 - 2     | Unión Comercio       | Municipal de Ventanilla   | 23 de febrero | 13:00   | ?       |
| Real Garcilaso      | 1 - 4     | Univ. San Martín     | Inca Garcilaso de la Vega | 25 de febrero | 11:00   | ?       |
| Deportivo Municipal | 2 - 1     | Alianza Universidad  | Campo Mar - U             | 25 de febrero | 15:30   | ?       |

| Fecha 3              | Fecha 3   | Fecha 3             | Fecha 3                      | Fecha 3    | Fecha 3 | Fecha 3 |
| Local                | Resultado | Visitante           | Estadio                      | Fecha      | Hora    | Árbitro |
| -------------------- | --------- | ------------------- | ---------------------------- | ---------- | ------- | ------- |
| Alianza Universidad  | 0 - 0     | Ayacucho FC         | Heraclio Tapia               | 1 de marzo | 15:30   | ?       |
| Univ. San Martín     | 1 - 3     | Universitario       | Nacional                     | 1 de marzo | 20:00   | ?       |
| Deportivo Binacional | 3 - 1     | Deportivo Municipal | Guillermo Briceño Rosamedina | 2 de marzo | 15:30   | ?       |
| Carlos A. Mannucci   | 2 - 1     | Real Garcilaso      | Mansiche                     | 2 de marzo | 17:45   | ?       |
| Sport Boys           | 1 - 2     | Sporting Cristal    | Municipal de Ventanilla      | 2 de marzo | 16:00   | ?       |
| Unión Comercio       | 2 - 2     | Pirata FC           | IPD de Nueva Cajamarca       | 3 de marzo | 13:30   | ?       |
| Alianza Lima         | 1 - 0     | Univ. César Vallejo | Alejandro Villanueva         | 3 de marzo | 16:00   | ?       |
| FBC Melgar           | 4 - 0     | UTC                 | Monumental de la UNSA        | 3 de marzo | 18:15   | ?       |
| Sport Huancayo       | 1 - 0     | Academia Cantolao   | Huancayo                     | 4 de marzo | 20:00   | ?       |

| Fecha 4             | Fecha 4   | Fecha 4              | Fecha 4                      | Fecha 4     | Fecha 4 | Fecha 4 |
| Local               | Resultado | Visitante            | Estadio                      | Fecha       | Hora    | Árbitro |
| ------------------- | --------- | -------------------- | ---------------------------- | ----------- | ------- | ------- |
| Ayacucho FC         | 1 - 3     | Deportivo Binacional | Ciudad de Cumaná             | 8 de marzo  | 15:30   | ?       |
| Sporting Cristal    | 7 - 0     | Unión Comercio       | Alberto Gallardo             | 9 de marzo  | 13:15   | ?       |
| UTC                 | 0 - 7     | Alianza Universidad  | Héroes de San Ramón          | 9 de marzo  | 15:30   | ?       |
| Real Garcilaso      | 2 - 1     | FBC Melgar           | Inca Garcilaso de la Vega    | 9 de marzo  | 17:45   | ?       |
| Academia Cantolao   | 1 - 2     | Alianza Lima         | Municipal de Ventanilla      | 9 de marzo  | 15:30   | ?       |
| Univ. César Vallejo | 2 - 0     | Sport Boys           | Municipal de Casa Grande     | 10 de marzo | 11:15   | ?       |
| Deportivo Municipal | 0 - 2     | Sport Huancayo       | Complejo César Garrido Lecca | 10 de marzo | 13:30   | ?       |
| Universitario       | 2 - 1     | Carlos A. Mannucci   | Monumental                   | 10 de marzo | 16:00   | ?       |
| Pirata FC           | 1 - 1     | Univ. San Martín     | César Flores Marigorda       | 11 de marzo | 15:30   | ?       |

| Fecha 5              | Fecha 5   | Fecha 5             | Fecha 5                         | Fecha 5     | Fecha 5 | Fecha 5 |
| Local                | Resultado | Visitante           | Estadio                         | Fecha       | Hora    | Árbitro |
| -------------------- | --------- | ------------------- | ------------------------------- | ----------- | ------- | ------- |
| Deportivo Binacional | 2 - 1     | UTC                 | Guillermo Briceño Rosamedina    | 15 de marzo | 15:30   | ?       |
| Sport Boys           | 2 - 1     | Cantolao            | Miguel Grau                     | 15 de marzo | 20:00   | ?       |
| Unión Comercio       | 4 - 4     | Univ. San Martín    | IPD de Nueva Cajamarca          | 16 de marzo | 13:30   | ?       |
| Alianza Universidad  | 3 - 2     | Real Garcilaso      | Heraclio Tapia                  | 16 de marzo | 15:30   | ?       |
| Sport Huancayo       | 1 - 0     | Ayacucho FC         | Eleazar Patiño Melgar (Chupaca) | 16 de marzo | 10:00   | ?       |
| Alianza Lima         | 1 - 0     | Deportivo Municipal | Alejandro Villanueva            | 16 de marzo | 20:00   | ?       |
| Sporting Cristal     | 1 - 1     | Univ. César Vallejo | Alberto Gallardo                | 17 de marzo | 11:15   | ?       |
| Carlos A. Mannucci   | 3 - 2     | Pirata FC           | Mansiche                        | 17 de marzo | 13:30   | ?       |
| FBC Melgar           | 1 - 0     | Universitario       | Monumental de la UNSA           | 17 de marzo | 16:00   | ?       |

| Fecha 6             | Fecha 6   | Fecha 6              | Fecha 6                      | Fecha 6     | Fecha 6 | Fecha 6              |
| Local               | Resultado | Visitante            | Estadio                      | Fecha       | Hora    | Árbitro              |
| ------------------- | --------- | -------------------- | ---------------------------- | ----------- | ------- | -------------------- |
| Real Garcilaso      | 2 - 1     | Deportivo Binacional | Inca Garcilaso de la Vega    | 22 de marzo | 12:30   | Wilber Centeno       |
| Universitario       | 6 - 1     | Alianza Universidad  | Campo Mar - U                | 23 de marzo | 10:00   | Pablo López          |
| Ayacucho FC         | 2 - 3     | Alianza Lima         | Ciudad de Cumaná             | 23 de marzo | 12:45   | Delvi Doria          |
| Pirata FC           | 1 - 1     | FBC Melgar           | César Flores Marigorda       | 23 de marzo | 10:30   | Óscar Acuña          |
| Academia Cantolao   | 2 - 1     | Sporting Cristal     | Miguel Grau                  | 23 de marzo | 15:00   | Jordi Espinoza       |
| Univ. San Martín    | 9 - 0     | Carlos A. Mannucci   | Alberto Gallardo             | 24 de marzo | 8:45    | Wilmer Villanueva    |
| Deportivo Municipal | 2 - 2     | Sport Boys           | Complejo César Garrido Lecca | 24 de marzo | 9:00    | Julissa Portocarrero |
| Univ. César Vallejo | 2 - 0     | Unión Comercio       | Villa Poeta                  | 24 de marzo | 10:00   | Juan Farfan          |
| UTC                 | 1 - 2     | Sport Huancayo       | Municipal de Cajamarca       | 25 de marzo | 11:00   | Jorge Tello          |

| Fecha 7              | Fecha 7   | Fecha 7             | Fecha 7                      | Fecha 7     | Fecha 7 | Fecha 7 |
| Local                | Resultado | Visitante           | Estadio                      | Fecha       | Hora    | Árbitro |
| -------------------- | --------- | ------------------- | ---------------------------- | ----------- | ------- | ------- |
| Alianza Universidad  | 1 – 3     | Pirata FC           | Heraclio Tapia               | 29 de marzo | 15:30   | ?       |
| FBC Melgar           | 1 – 0     | Univ. San Martín    | Monumental de la UNSA        | 29 de marzo | 17:00   | ?       |
| Unión Comercio       | 0 – 2     | Carlos A. Mannucci  | IPD de Nueva Cajamarca       | 30 de marzo | 13:15   | ?       |
| Deportivo Binacional | 0 – 1     | Universitario       | Guillermo Briceño Rosamedina | 30 de marzo | 15:30   | ?       |
| Sport Boys           | 2 – 1     | Ayacucho FC         | Municipal de Ventanilla      | 30 de marzo | 16:00   | ?       |
| Sport Huancayo       | 0 – 0     | Real Garcilaso      | Huancayo                     | 30 de marzo | 17:45   | ?       |
| Alianza Lima         | 6 - 1     | UTC                 | Alejandro Villanueva         | 30 de marzo | 20:00   | ?       |
| Univ. César Vallejo  | 2 - 1     | Academia Cantolao   | Municipal de Casa Grande     | 31 de marzo | 11:30   | ?       |
| Sporting Cristal     | 3 – 1     | Deportivo Municipal | Alberto Gallardo             | 31 de marzo | 13:00   | ?       |

| Fecha 8             | Fecha 8   | Fecha 8              | Fecha 8                      | Fecha 8    | Fecha 8 | Fecha 8              |
| Local               | Resultado | Visitante            | Estadio                      | Fecha      | Hora    | Árbitro              |
| ------------------- | --------- | -------------------- | ---------------------------- | ---------- | ------- | -------------------- |
| Carlos A. Mannucci  | 3 – 0     | FBC Melgar           | Mansiche                     | 5 de abril | 17:00   | Andy Carmen          |
| Universitario       | 1 – 1     | Sport Huancayo       | Campo Mar - U                | 6 de abril | 10:00   | Italo Gonzáles       |
| Univ. San Martín    | 5 – 1     | Alianza Universidad  | Alberto Gallardo             | 6 de abril | 10:45   | Soledad Ecos         |
| Ayacucho FC         | 1 – 0     | Sporting Cristal     | Ciudad de Cumaná             | 6 de abril | 11:00   | Luis Huillcas        |
| Academia Cantolao   | 1 – 1     | Unión Comercio       | Miguel Grau                  | 6 de abril | 15:00   | Jhampool Jarama      |
| Pirata FC           | 3 – 0     | Deportivo Binacional | Francisco Mendoza Pizarro    | 7 de abril | 10:00   | Edwin Carranza       |
| Real Garcilaso      | 1 - 1     | Alianza Lima         | Inca Garcilaso de la Vega    | 7 de abril | 12:30   | Priscila Vasquez     |
| Deportivo Municipal | 4 – 1     | Univ. César Vallejo  | Complejo César Garrido Lecca | 8 de abril | 9:00    | Alejandro Villanueva |
| UTC                 | 1 – 4     | Sport Boys           | Municipal de Cajamarca       | 8 de abril | 9:00    | Sandro Rengifo       |

| Fecha 9              | Fecha 9   | Fecha 9             | Fecha 9                      | Fecha 9     | Fecha 9 | Fecha 9           |
| Local                | Resultado | Visitante           | Estadio                      | Fecha       | Hora    | Árbitro           |
| -------------------- | --------- | ------------------- | ---------------------------- | ----------- | ------- | ----------------- |
| Academia Cantolao    | 1 – 2     | Deportivo Municipal | Cultural Lima                | 12 de abril | 10:00   | Roger Seminario   |
| Deportivo Binacional | 1 – 5     | Univ. San Martín    | Guillermo Briceño Rosamedina | 12 de abril | 12:30   | Rafael Choque     |
| Univ. César Vallejo  | 4 – 1     | Ayacucho FC         | Villa Poeta                  | 13 de abril | 10:00   | Juan Arevalo      |
| Sport Huancayo       | 1 – 1     | Pirata FC           | Huancayo                     | 13 de abril | 10:00   | Ellacim Rosas     |
| Sport Boys           | 3 – 0     | Real Garcilaso      | Municipal de Ventanilla      | 13 de abril | 15:30   | Beider Vasquez    |
| Unión Comercio       | 1 – 2     | FBC Melgar          | IPD Nueva Cajamarca          | 14 de abril | 10:00   | Hércules Rengifo  |
| Alianza Universidad  | 1 – 0     | Carlos A. Mannucci  | Heraclio Tapia               | 14 de abril | 13:00   | Eric Cconsilla    |
| Sporting Cristal     | 6 – 0     | UTC                 | Alberto Gallardo             | 14 de abril | 13:00   | Jhon Cabrera      |
| Alianza Lima         | 0 – 1     | Universitario       | Complejo EGB                 | 15 de abril | 11:00   | Wilmer Villanueva |

| Fecha 10            | Fecha 10  | Fecha 10             | Fecha 10                     | Fecha 10    | Fecha 10 | Fecha 10         |
| Local               | Resultado | Visitante            | Estadio                      | Fecha       | Hora     | Árbitro          |
| ------------------- | --------- | -------------------- | ---------------------------- | ----------- | -------- | ---------------- |
| Real Garcilaso      | 2 – 1     | Sporting Cristal     | Inca Garcilaso de la Vega    | 19 de abril | 12:30    | Johan Gutiérrez  |
| Pirata FC           | 1 – 1     | Alianza Lima         | Francisco Mendoza Pizarro    | 20 de abril | 10:00    | Felipe Noriega   |
| Ayacucho FC         | 1 – 0     | Academia Cantolao    | Ciudad de Cumaná             | 20 de abril | 12:45    | Fernando Jerí    |
| Carlos A. Mannucci  | 5 – 1     | Deportivo Binacional | Mansiche                     | 20 de abril | 14:45    | Johanna Vega     |
| FBC Melgar          | 4 – 0     | Alianza Universidad  | Monumental de la UNSA        | 20 de abril | 17:00    | Raul Pastor      |
| Univ. San Martín    | 3 – 1     | Sport Huancayo       | Alberto Gallardo             | 21 de abril | 8:45     | Milagros Arruela |
| Universitario       | 3 – 2     | Sport Boys           | Campo Mar - U                | 21 de abril | 9:30     | Luis Cariaco     |
| Deportivo Municipal | 3 – 0     | Unión Comercio       | Complejo César Garrido Lecca | 22 de abril | 9:00     | César Chung      |
| UTC                 | 3 – 1     | Univ. César Vallejo  | Municipal de Cajamarca       | 22 de abril | 9:00     | Hugo Álvarez     |

| Fecha 11             | Fecha 11  | Fecha 11           | Fecha 11                     | Fecha 11    | Fecha 11 | Fecha 11             |
| Local                | Resultado | Visitante          | Estadio                      | Fecha       | Hora     | Árbitro              |
| -------------------- | --------- | ------------------ | ---------------------------- | ----------- | -------- | -------------------- |
| Academia Cantolao    | 2 – 0     | UTC                | Cultural Lima                | 26 de abril | 10:00    | Elizabeth Tintaya    |
| Sporting Cristal     | 0 – 2     | Universitario      | Alberto Gallardo             | 27 de abril | 9:00     | Melany Bermejo       |
| Univ. César Vallejo  | 2 – 1     | Real Garcilaso     | Villa Poeta                  | 27 de abril | 10:00    | Carlos Urbina        |
| Sport Huancayo       | 4 – 0     | Carlos A. Mannucci | Huancayo                     | 27 de abril | 12:30    | Dobi Igarza          |
| Sport Boys           | 1 – 0     | Pirata FC          | Municipal de Ventanilla      | 27 de abril | 15:30    | Rony Reategui        |
| Alianza Lima         | 2 – 1     | Univ. San Martín   | Complejo EGB                 | 28 de abril | 10:00    | Julissa Portocarrero |
| Deportivo Binacional | 0 – 1     | FBC Melgar         | Guillermo Briceño Rosamedina | 28 de abril | 12:30    | Luis Sarsoso         |
| Alianza Universidad  | 3 – 1     | Unión Comercio     | Heraclio Tapia               | 28 de abril | 13:00    | Fredy Arone          |
| Deportivo Municipal  | 1 – 0     | Ayacucho FC        | Complejo César Garrido Lecca | 29 de abril | 9:00     | Jonathan Najarro     |

| Fecha 12            | Fecha 12  | Fecha 12             | Fecha 12                  | Fecha 12  | Fecha 12 | Fecha 12            |
| Local               | Resultado | Visitante            | Estadio                   | Fecha     | Hora     | Árbitro             |
| ------------------- | --------- | -------------------- | ------------------------- | --------- | -------- | ------------------- |
| Carlos A. Mannucci  | 4 – 1     | Alianza Lima         | Mansiche                  | 3 de mayo | 17:00    | Juan Matos          |
| UTC                 | 3 – 1     | Deportivo Municipal  | Municipal de Cajamarca    | 4 de mayo | 9:30     | Hugo Álvarez        |
| Unión Comercio      | 2 – 1     | Ayacucho FC          | IPD Moyobamba             | 4 de mayo | 10:00    | Albertho Tello      |
| FBC Melgar          | 2 – 2     | Sport Huancayo       | Monumental de la UNSA     | 4 de mayo | 17:00    | Juan Ortíz          |
| Univ. San Martín    | 2 – 4     | Sport Boys           | Alberto Gallardo          | 5 de mayo | 8:30     | Giuliano Rodríguez  |
| Universitario       | 5 – 0     | Univ. César Vallejo  | Campo Mar - U             | 5 de mayo | 9:30     | Neil Noronha        |
| Pirata FC           | 0 – 3     | Sporting Cristal     | Francisco Mendoza Pizarro | 5 de mayo | 10:30    | Daniel Ureta        |
| Alianza Universidad | 2 – 1     | Deportivo Binacional | Heraclio Tapia            | 5 de mayo | 13:00    | Fernando Magallanes |
| Real Garcilaso      | 1 – 1     | Academia Cantolao    | Inca Garcilaso de la Vega | 6 de mayo | 12:30    | Fabricio Valcárcel  |

| Fecha 13             | Fecha 13  | Fecha 13            | Fecha 13                     | Fecha 13   | Fecha 13 | Fecha 13           |
| Local                | Resultado | Visitante           | Estadio                      | Fecha      | Hora     | Árbitro            |
| -------------------- | --------- | ------------------- | ---------------------------- | ---------- | -------- | ------------------ |
| Ayacucho FC          | 3 – 1     | UTC                 | Ciudad de Cumaná             | 10 de mayo | 12:45    | Carlín Tineo       |
| Academia Cantolao    | 2 – 1     | Universitario       | Miguel Grau                  | 10 de mayo | 17:00    | Jhon Cabrera       |
| Univ. César Vallejo  | 3 – 3     | Pirata FC           | Villa Poeta                  | 11 de mayo | 10:00    | Jorge Díaz         |
| Deportivo Binacional | 3 – 2     | Unión Comercio      | Guillermo Briceño Rosamedina | 11 de mayo | 12:30    | Fabricio Valcarcel |
| Sport Huancayo       | 2 – 1     | Alianza Universidad | Huancayo                     | 11 de mayo | 14:30    | Elizabeth Tintaya  |
| Sport Boys           | 1 – 0     | Carlos A. Mannucci  | Municipal de Ventanilla      | 11 de mayo | 15:30    | César García       |
| Alianza Lima         | 0 – 2     | FBC Melgar          | Complejo EGB                 | 12 de mayo | 10:00    | Alexander Blas     |
| Deportivo Municipal  | 0 – 0     | Real Garcilaso      | Complejo César Garrido Lecca | 13 de mayo | 9:00     | Gaby Oncoy         |
| Sporting Cristal     | 3 – 2     | Univ. San Martín    | Alberto Gallardo             | 13 de mayo | 12:45    | José Acosta        |

| Fecha 14             | Fecha 14  | Fecha 14            | Fecha 14                     | Fecha 14   | Fecha 14 | Fecha 14 |
| Local                | Resultado | Visitante           | Estadio                      | Fecha      | Hora     | Árbitro  |
| -------------------- | --------- | ------------------- | ---------------------------- | ---------- | -------- | -------- |
| Deportivo Binacional | 0 – 1     | Sport Huancayo      | Guillermo Briceño Rosamedina | 17 de mayo | 8:30     |          |
| FBC Melgar           | 5 – 1     | Sport Boys          | Monumental de la UNSA        | 17 de mayo | 17:00    |          |
| Real Garcilaso       | 1 – 1     | Ayacucho FC         | Complejo Celeste             | 18 de mayo | 10:00    |          |
| Unión Comercio       | 2 – 1     | UTC                 | IPD Moyobamba                | 18 de mayo | 13:45    |          |
| Carlos A. Mannucci   | 0 – 2     | Sporting Cristal    | Mansiche                     | 18 de mayo | 17:00    |          |
| Pirata FC            | 2 – 3     | Academia Cantolao   | Francisco Mendoza Pizarro    | 19 de mayo | 8:30     |          |
| Universitario        | 2 – 2     | Deportivo Municipal | Campo Mar - U                | 19 de mayo | 9:30     |          |
| Univ. San Martín     | 1 – 3     | Univ. César Vallejo | Alberto Gallardo             | 19 de mayo | 10:30    |          |
| Alianza Universidad  | 0 – 0     | Alianza Lima        | Heraclio Tapia               | 19 de mayo | 13:00    |          |

| Fecha 15            | Fecha 15  | Fecha 15             | Fecha 15                     | Fecha 15   | Fecha 15 | Fecha 15         |
| Local               | Resultado | Visitante            | Estadio                      | Fecha      | Hora     | Árbitro          |
| ------------------- | --------- | -------------------- | ---------------------------- | ---------- | -------- | ---------------- |
| UTC                 | 1 – 0     | Real Garcilaso       | Municipal de Cajamarca       | 24 de mayo | 10:00    | Daniel Ureta     |
| Univ. César Vallejo | 1 – 0     | Carlos A. Mannucci   | Villa Poeta                  | 24 de mayo | 10:00    | Ceifer Cachay    |
| Sporting Cristal    | 0 – 0     | FBC Melgar           | Alberto Gallardo             | 25 de mayo | 8:30     | Milagros Arruela |
| Ayacucho FC         | 3 – 1     | Universitario        | Ciudad de Cumaná             | 25 de mayo | 12:45    | Melany Bermejo   |
| Sport Boys          | 3 – 0     | Alianza Universidad  | Municipal de Ventanilla      | 25 de mayo | 15:30    | James Huamaní    |
| Academia Cantolao   | 1 – 1     | Univ. San Martín     | Colegio Leoncio Prado        | 26 de mayo | 8:00     | Isaac Bardales   |
| Deportivo Municipal | 1 – 1     | Pirata FC            | Complejo César Garrido Lecca | 27 de mayo | 9:00     | Diego Vera       |
| Alianza Lima        | 8 – 0     | Deportivo Binacional | Complejo EGB                 | 27 de mayo | 10:00    | Johanna Vega     |
| Sport Huancayo      | 1 – 0     | Unión Comercio       | Huancayo                     | 27 de mayo | 16:30    | Karina León      |

| Fecha 16             | Fecha 16  | Fecha 16            | Fecha 16                     | Fecha 16   | Fecha 16 | Fecha 16          |
| Local                | Resultado | Visitante           | Estadio                      | Fecha      | Hora     | Árbitro           |
| -------------------- | --------- | ------------------- | ---------------------------- | ---------- | -------- | ----------------- |
| Sport Huancayo       | 3 – 0     | Alianza Lima        | Huancayo                     | 31 de mayo | 16:30    | Ellacin Rosas     |
| Deportivo Binacional | 1 – 4     | Sport Boys          | Guillermo Briceño Rosamedina | 1 de junio | 12:30    | Kevin Maxdeo      |
| Pirata FC            | 0 – 1     | Ayacucho FC         | Francisco Mendoza Pizarro    | 1 de junio | 14:00    | Marco Bravo       |
| Carlos A. Mannucci   | 3 – 2     | Academia Cantolao   | Mansiche                     | 1 de junio | 14:45    | Obet Sánchez      |
| FBC Melgar           | 5 – 2     | Univ. César Vallejo | Monumental de la UNSA        | 1 de junio | 17:00    | Edilberto Cordova |
| Unión Comercio       | 2 – 0     | Real Garcilaso      | IPD Moyobamba                | 2 de junio | 8:30     | Ceifer Cachay     |
| Universitario        | 5 – 0     | UTC                 | Campo Mar - U                | 2 de junio | 10:00    | Alexander Blas    |
| Univ. San Martín     | 2 – 2     | Deportivo Municipal | Alberto Gallardo             | 2 de junio | 10:30    | Jefferson Zavala  |
| Alianza Universidad  | 1 – 2     | Sporting Cristal    | Heraclio Tapia               | 2 de junio | 13:00    | Eric Cconsilla    |

| Fecha 17            | Fecha 17  | Fecha 17             | Fecha 17                     | Fecha 17    | Fecha 17 | Fecha 17         |
| Local               | Resultado | Visitante            | Estadio                      | Fecha       | Hora     | Árbitro          |
| ------------------- | --------- | -------------------- | ---------------------------- | ----------- | -------- | ---------------- |
| Real Garcilaso      | 0 – 1     | Universitario        | Complejo Celeste             | 7 de junio  | 10:00    | Priscila Vasquez |
| Univ. César Vallejo | 6 – 1     | Alianza Universidad  | Villa Poeta                  | 7 de junio  | 10:00    | Óscar Acuña      |
| Sporting Cristal    | 8 – 0     | Deportivo Binacional | La Florida                   | 8 de junio  | 9:00     | Yovani Quevedo   |
| Deportivo Municipal | 2 – 0     | Carlos A. Mannucci   | Complejo César Garrido Lecca | 8 de junio  | 9:00     | Carlos Blas      |
| Alianza Lima        | 3 – 0     | Unión Comercio       | Complejo EGB                 | 8 de junio  | 10:00    | David Huamán     |
| Sport Boys          | 1 – 0     | Sport Huancayo       | Municipal de Ventanilla      | 8 de junio  | 13:00    | Melany Bermejo   |
| Academia Cantolao   | 0 – 2     | FBC Melgar           | Colegio Leoncio Prado        | 9 de junio  | 8:00     | Isaac Bardales   |
| Ayacucho FC         | 2 – 2     | Univ. San Martín     | Ciudad de Cumaná             | 10 de junio | 12:45    | Delvi Doria      |
| UTC                 | 1 – 1     | Pirata FC            | Héroes de San Ramón          | 11 de junio | 12:30    | Juan Arevalo     |

### Torneo Clausura
| Fecha 18            | Fecha 18  | Fecha 18             | Fecha 18                     | Fecha 18    | Fecha 18 | Fecha 18            |
| Local               | Resultado | Visitante            | Estadio                      | Fecha       | Hora     | Árbitro             |
| ------------------- | --------- | -------------------- | ---------------------------- | ----------- | -------- | ------------------- |
| Univ. César Vallejo | 5 - 1     | Deportivo Binacional | Villa Poeta                  | 12 de julio | 10:00    | Jonathan Zamora     |
| Ayacucho FC         | 0 - 0     | Carlos A. Mannucci   | Ciudad de Cumaná             | 12 de julio | 12:45    | Ronald Torres       |
| Sporting Cristal    | 0 - 0     | Sport Huancayo       | La Florida                   | 13 de julio | 8:00     | Elizabeth Tintaya   |
| Universitario       | 1 - 0     | Unión Comercio       | Campo Mar - U                | 13 de julio | 10:00    | Saúl Todelano       |
| UTC                 | 1 - 3     | Univ. San Martín     | Héroes de San Ramón          | 13 de julio | 12:30    | Raúl Quispe         |
| Academia Cantolao   | 2 - 0     | Alianza Universidad  | Miguel Grau                  | 13 de julio | 15:15    | Julisa Portocarrero |
| Sport Boys          | 0 - 0     | Alianza Lima         | Municipal de Ventanilla      | 14 de julio | 13:30    | Jasmani Chumbi      |
| Deportivo Municipal | 1 - 4     | FBC Melgar           | Complejo César Garrido Lecca | 15 de julio | 9:00     | Milagros Arruela    |
| Real Garcilaso      | 1 - 1     | Pirata FC            | Complejo Celeste             | 15 de julio | 10:00    | Priscila Vásquez    |

| Fecha 19             | Fecha 19  | Fecha 19            | Fecha 19                     | Fecha 19    | Fecha 19 | Fecha 19           |
| Local                | Resultado | Visitante           | Estadio                      | Fecha       | Hora     | Árbitro            |
| -------------------- | --------- | ------------------- | ---------------------------- | ----------- | -------- | ------------------ |
| Alianza Lima         | 1 - 2     | Sporting Cristal    | Complejo EGB                 | 20 de julio | 10:00    | Jordi Espinoza     |
| Univ. San Martín     | 2 - 0     | Real Garcilaso      | V.D. Santa Anita             | 20 de julio | 11:00    | Milagros Arruela   |
| Deportivo Binacional | 2 - 1     | Academia Cantolao   | Guillermo Briceño Rosamedina | 20 de julio | 12:30    | Wilberto Centeno   |
| Carlos A. Mannucci   | 3 - 0     | UTC                 | Mansiche                     | 20 de julio | 14:45    | Edwin Carranza     |
| FBC Melgar           | 1 - 0     | Ayacucho FC         | Monumental de la UNSA        | 20 de julio | 17:00    | Fabrizio Valcarcel |
| Unión Comercio       | 1 - 0     | Sport Boys          | IPD Moyobamba                | 21 de julio | 10:30    | Marco Bravo        |
| Pirata FC            | 0 - 2     | Universitario       | Francisco Mendoza Pizarro    | 21 de julio | 11:00    | Jonathan Zamora    |
| Alianza Universidad  | 2 - 1     | Deportivo Municipal | Heraclio Tapia               | 21 de julio | 13:00    | Dodi Igarza        |
| Sport Huancayo       | 2 - 0     | Univ. César Vallejo | Huancayo                     | 22 de julio | 16:00    | Fernando Jerí      |

| Fecha 20            | Fecha 20  | Fecha 20             | Fecha 20 | Fecha 20 | Fecha 20 | Fecha 20 |
| Local               | Resultado | Visitante            | Estadio  | Fecha    | Hora     | TV       |
| ------------------- | --------- | -------------------- | -------- | -------- | -------- | -------- |
| Ayacucho FC         | 2 – 0     | Alianza Universidad  |          |          |          |          |
| Universitario       | 0 – 2     | Univ. San Martín     |          |          |          |          |
| Real Garcilaso      | 4 – 2     | Carlos A. Mannucci   |          |          |          |          |
| UTC                 | 1 – 2     | FBC Melgar           |          |          |          |          |
| Sporting Cristal    | 1 – 0     | Sport Boys           |          |          |          |          |
| Deportivo Municipal | 2 – 0     | Deportivo Binacional |          |          |          |          |
| Academia Cantolao   | 0 – 1     | Sport Huancayo       |          |          |          |          |
| Univ. César Vallejo | 1 – 2     | Alianza Lima         |          |          |          |          |
| Pirata FC           | 4 – 1     | Unión Comercio       |          |          |          |          |

| Fecha 21             | Fecha 21  | Fecha 21            | Fecha 21                     | Fecha 21               | Fecha 21 | Fecha 21            |
| Local                | Resultado | Visitante           | Estadio                      | Fecha                  | Hora     | TV                  |
| -------------------- | --------- | ------------------- | ---------------------------- | ---------------------- | -------- | ------------------- |
| FBC Melgar           | 2 – 0     | Real Garcilaso      | Monumental de la UNSA        | 23 de agosto           | 17:00    | Juan Ortiz          |
| Alianza Lima         | 4 – 3     | Academia Cantolao   | Complejo EGB                 | 24 de agosto           | 10:00    | Jordan Casas        |
| Univ. San Martín     | 1 – 1     | Pirata FC           | Villa Deportiva USMP         | 24 de agosto           | 11:00    | Milagros Arruela    |
| Deportivo Binacional | 3 – 1     | Ayacucho FC         | Guillermo Briceño Rosamedina | 24 de agosto           | 12:15    | Johan Gutiérrez     |
| Sport Huancayo       | 2 – 0     | Deportivo Municipal | Huancayo                     | 24 de agosto           | 13:45    | Celestio Ancco      |
| Unión Comercio       | 0 – 1     | Sporting Cristal    | IPD de Moyobamba             | 25 de agosto           | 10:30    | Enrique Matos       |
| Alianza Universidad  | 5 – 1     | UTC                 | Heraclio Tapia               | 25 de agosto           | 12:30    | Fernando Magallanes |
| Carlos A. Mannucci   | 1 – 1     | Universitario       | Mansiche                     | 25 de agosto           | 13:00    | Óscar Acuña         |
| Sport Boys           | 0 – 3     | Univ. César Vallejo | 26 de agosto                 | Complejo Ollantaytambo | 13:30    | Gaby Oncoy          |

| Fecha 22            | Fecha 22  | Fecha 22             | Fecha 22 | Fecha 22 | Fecha 22 | Fecha 22 |
| Local               | Resultado | Visitante            | Estadio  | Fecha    | Hora     | TV       |
| ------------------- | --------- | -------------------- | -------- | -------- | -------- | -------- |
| Univ. César Vallejo | 1 – 3     | Sporting Cristal     |          |          |          |          |
| Real Garcilaso      | 2 – 2     | Alianza Universidad  |          |          |          |          |
| Pirata FC           | 2 – 1     | Carlos A. Mannucci   |          |          |          |          |
| Universitario       | 3 – 1     | FBC Melgar           |          |          |          |          |
| Academia Cantolao   | 2 – 0     | Sport Boys           |          |          |          |          |
| UTC                 | 1 – 2     | Deportivo Binacional |          |          |          |          |
| Ayacucho FC         | 2 – 1     | Sport Huancayo       |          |          |          |          |
| Deportivo Municipal | 0 – 1     | Alianza Lima         |          |          |          |          |
| Univ. San Martín    | 1 – 0     | Unión Comercio       |          |          |          |          |

| Fecha 23             | Fecha 23  | Fecha 23            | Fecha 23 | Fecha 23 | Fecha 23 | Fecha 23 |
| Local                | Resultado | Visitante           | Estadio  | Fecha    | Hora     | TV       |
| -------------------- | --------- | ------------------- | -------- | -------- | -------- | -------- |
| Alianza Lima         | 1 – 0     | Ayacucho FC         |          |          |          |          |
| Carlos A. Mannucci   | 2 – 1     | Univ. San Martín    |          |          |          |          |
| Sporting Cristal     | 2 – 2     | Academia Cantolao   |          |          |          |          |
| Sport Boys           | 2 – 0     | Deportivo Municipal |          |          |          |          |
| FBC Melgar           | 4 – 2     | Pirata FC           |          |          |          |          |
| Alianza Universidad  | 3 – 0     | Universitario       |          |          |          |          |
| Deportivo Binacional | 0 – 1     | Real Garcilaso      |          |          |          |          |
| Sport Huancayo       | 0 – 0     | UTC                 |          |          |          |          |
| Unión Comercio       | 3 – 2     | Univ. César Vallejo |          |          |          |          |

| Fecha 24            | Fecha 24  | Fecha 24             | Fecha 24 | Fecha 24 | Fecha 24 | Fecha 24 |
| Local               | Resultado | Visitante            | Estadio  | Fecha    | Hora     | TV       |
| ------------------- | --------- | -------------------- | -------- | -------- | -------- | -------- |
| Pirata FC           | 2 – 1     | Alianza Universidad  |          |          |          |          |
| Academia Cantolao   | 3 – 2     | Univ. César Vallejo  |          |          |          |          |
| Deportivo Municipal | 1 – 4     | Sporting Cristal     |          |          |          |          |
| Univ. San Martín    | 0 – 2     | FBC Melgar           |          |          |          |          |
| Ayacucho FC         | 2 – 2     | Sport Boys           |          |          |          |          |
| Universitario       | 9 – 0     | Deportivo Binacional |          |          |          |          |
| Real Garcilaso      | 0 – 1     | Sport Huancayo       |          |          |          |          |
| UTC                 | 1 – 1     | Alianza Lima         |          |          |          |          |
| Carlos A. Mannucci  | 3 – 0     | Unión Comercio       |          |          |          |          |

| Fecha 25             | Fecha 25  | Fecha 25            | Fecha 25 | Fecha 25 | Fecha 25 | Fecha 25 |
| Local                | Resultado | Visitante           | Estadio  | Fecha    | Hora     | TV       |
| -------------------- | --------- | ------------------- | -------- | -------- | -------- | -------- |
| Sporting Cristal     | –         | Ayacucho FC         |          |          |          |          |
| Alianza Universidad  | –         | Univ. San Martín    |          |          |          |          |
| FBC Melgar           | 5 – 1     | Carlos A. Mannucci  |          |          |          |          |
| Univ. César Vallejo  | –         | Deportivo Municipal |          |          |          |          |
| Deportivo Binacional | –         | Pirata FC           |          |          |          |          |
| Sport Huancayo       | –         | Universitario       |          |          |          |          |
| Alianza Lima         | –         | Real Garcilaso      |          |          |          |          |
| Sport Boys           | –         | UTC                 |          |          |          |          |
| Unión Comercio       | –         | Academia Cantolao   |          |          |          |          |

| Fecha 26            | Fecha 26  | Fecha 26             | Fecha 26 | Fecha 26 | Fecha 26 | Fecha 26 |
| Local               | Resultado | Visitante            | Estadio  | Fecha    | Hora     | TV       |
| ------------------- | --------- | -------------------- | -------- | -------- | -------- | -------- |
| Carlos A. Mannucci  | –         | Alianza Universidad  |          |          |          |          |
| Ayacucho FC         | –         | Univ. César Vallejo  |          |          |          |          |
| UTC                 | –         | Sporting Cristal     |          |          |          |          |
| Deportivo Municipal | –         | Academia Cantolao    |          |          |          |          |
| Real Garcilaso      | –         | Sport Boys           |          |          |          |          |
| Univ. San Martín    | –         | Deportivo Binacional |          |          |          |          |
| Pirata FC           | –         | Sport Huancayo       |          |          |          |          |
| Universitario       | –         | Alianza Lima         |          |          |          |          |
| FBC Melgar          | 1 – 1     | Unión Comercio       |          |          |          |          |

| Fecha 27             | Fecha 27  | Fecha 27            | Fecha 27 | Fecha 27 | Fecha 27 | Fecha 27 |
| Local                | Resultado | Visitante           | Estadio  | Fecha    | Hora     | TV       |
| -------------------- | --------- | ------------------- | -------- | -------- | -------- | -------- |
| Academia Cantolao    | –         | Ayacucho FC         |          |          |          |          |
| Sport Huancayo       | –         | Univ. San Martín    |          |          |          |          |
| Deportivo Binacional | –         | Carlos A. Mannucci  |          |          |          |          |
| Alianza Universidad  | 2 – 2     | FBC Melgar          |          |          |          |          |
| Alianza Lima         | –         | Pirata FC           |          |          |          |          |
| Sport Boys           | –         | Universitario       |          |          |          |          |
| Sporting Cristal     | –         | Real Garcilaso      |          |          |          |          |
| Univ. César Vallejo  | –         | UTC                 |          |          |          |          |
| Unión Comercio       | –         | Deportivo Municipal |          |          |          |          |

| Fecha 28           | Fecha 28  | Fecha 28             | Fecha 28            | Fecha 28      | Fecha 28 | Fecha 28 |
| Local              | Resultado | Visitante            | Estadio             | Fecha         | Hora     | TV       |
| ------------------ | --------- | -------------------- | ------------------- | ------------- | -------- | -------- |
| UTC                | 0 – 1     | Academia Cantolao    | Héroes de San Ramón | 11 de octubre | 12:00    |          |
| Union Comercio     | 4 – 2     | Alianza Universidad  |                     | 12 de octubre | 09:00    |          |
| Univ. san Martín   | 0 – 1     | Alianza Lima         |                     | 12 de octubre | 10:00    |          |
| Ayacucho FC        | 3 – 0     | Deportivo Municipal  |                     | 12 de octubre | 12:00    |          |
| Carlos A. Mannucci | 0 – 2     | Sport Huancayo       |                     | 12 de octubre | 15:00    |          |
| Universitario      | 0 – 1     | Sporting Cristal     | Monumental - Ate    | 12 de octubre | 17:00    |          |
| Pirata FC          | 1 – 2     | Sport Boys           |                     | 13 de octubre | 09:00    |          |
| FBC Melgar         | 4 – 2     | Deportivo Binacional | Unsa Arequipa       | 13 de octubre | 14:00    |          |
| Real Garcilaso     | 2 – 2     | Univ. Cesar Vallejo  |                     | 14 de octubre | 12:00    |          |

| Fecha 29                  | Fecha 29  | Fecha 29               | Fecha 29         | Fecha 29      | Fecha 29 | Fecha 29 |
| Local                     | Resultado | Visitante              | Estadio          | Fecha         | Hora     | TV       |
| ------------------------- | --------- | ---------------------- | ---------------- | ------------- | -------- | -------- |
| Deportivo Binacional      | 2 – 1     | Alianza Universidad    |                  | 18 de octubre | 12:00    |          |
| Alianza Lima              | 2 – 1     | Carlos A. Manucci      | Complejo EGB     | 18 de octubre | 10:00    |          |
| Ayacucho FC               | 2 – 1     | Unión Comercio         | Ciudad de Cumana | 19 de octubre | 13:00    |          |
| Academia Cantolao         | 2 – 0     | Real Garcilaso         | Miguel Grau      | 19 de octubre | 15:50    |          |
| Sport Boys                | 0 – 0     | Universidad San Martin |                  | 19 de octubre | 13:00    |          |
| Sporting Cristal          | 1 – 0     | Pirata FC              | Alberto Gallardo | 20 de octubre | 09:00    |          |
| Deportivo Municipal       | 1 – 0     | UTC                    |                  | 20 de octubre | 11:00    |          |
| Universidad Cesar Vallejo | 2 – 1     | Universitario          |                  | 20 de octubre | 14:00    |          |
| Sport Huancayo            | 3 – 1     | FBC Melgar             |                  | 21 de octubre | 17:00    |          |

| Fecha 30            | Fecha 30  | Fecha 30             | Fecha 30 | Fecha 30 | Fecha 30 | Fecha 30 |
| Local               | Resultado | Visitante            | Estadio  | Fecha    | Hora     | TV       |
| ------------------- | --------- | -------------------- | -------- | -------- | -------- | -------- |
| UTC                 | –         | Ayacucho FC          |          |          |          |          |
| Pirata FC           | –         | Univ. César Vallejo  |          |          |          |          |
| Univ. San Martín    | –         | Sporting Cristal     |          |          |          |          |
| Universitario       | –         | Academia Cantolao    |          |          |          |          |
| Real Garcilaso      | –         | Deportivo Municipal  |          |          |          |          |
| Carlos A. Mannucci  | –         | Sport Boys           |          |          |          |          |
| Alianza Universidad | –         | Sport Huancayo       |          |          |          |          |
| FBC Melgar          | 0 – 2     | Alianza Lima         |          |          |          |          |
| Unión Comercio      | –         | Deportivo Binacional |          |          |          |          |

| Fecha 31            | Fecha 31  | Fecha 31             | Fecha 31 | Fecha 31 | Fecha 31 | Fecha 31 |
| Local               | Resultado | Visitante            | Estadio  | Fecha    | Hora     | TV       |
| ------------------- | --------- | -------------------- | -------- | -------- | -------- | -------- |
| Alianza Lima        | –         | Alianza Universidad  |          |          |          |          |
| Univ. César Vallejo | –         | Univ. San Martín     |          |          |          |          |
| Sporting Cristal    | –         | Carlos A. Mannucci   |          |          |          |          |
| Sport Boys          | 2 – 1     | FBC Melgar           |          |          |          |          |
| Academia Cantolao   | –         | Pirata FC            |          |          |          |          |
| Sport Huancayo      | –         | Deportivo Binacional |          |          |          |          |
| Deportivo Municipal | –         | Universitario        |          |          |          |          |
| Ayacucho FC         | –         | Real Garcilaso       |          |          |          |          |
| UTC                 | –         | Unión Comercio       |          |          |          |          |

| Fecha 32             | Fecha 32  | Fecha 32            | Fecha 32 | Fecha 32 | Fecha 32 | Fecha 32 |
| Local                | Resultado | Visitante           | Estadio  | Fecha    | Hora     | TV       |
| -------------------- | --------- | ------------------- | -------- | -------- | -------- | -------- |
| Universitario        | –         | Ayacucho FC         |          |          |          |          |
| Carlos A. Mannucci   | –         | Univ. César Vallejo |          |          |          |          |
| FBC Melgar           | 3 – 4     | Sporting Cristal    |          |          |          |          |
| Univ. San Martín     | –         | Academia Cantolao   |          |          |          |          |
| Pirata FC            | –         | Deportivo Municipal |          |          |          |          |
| Alianza Universidad  | –         | Sport Boys          |          |          |          |          |
| Deportivo Binacional | –         | Alianza Lima        |          |          |          |          |
| Real Garcilaso       | –         | UTC                 |          |          |          |          |
| Unión Comercio       | –         | Sport Huancayo      |          |          |          |          |

| Fecha 33            | Fecha 33  | Fecha 33             | Fecha 33 | Fecha 33 | Fecha 33 | Fecha 33 |
| Local               | Resultado | Visitante            | Estadio  | Fecha    | Hora     | TV       |
| ------------------- | --------- | -------------------- | -------- | -------- | -------- | -------- |
| Sporting Cristal    | –         | Alianza Universidad  |          |          |          |          |
| Deportivo Municipal | –         | Univ. San Martín     |          |          |          |          |
| Academia Cantolao   | –         | Carlos A. Mannucci   |          |          |          |          |
| Univ. César Vallejo | 3 – 2     | FBC Melgar           |          |          |          |          |
| Ayacucho FC         | –         | Pirata FC            |          |          |          |          |
| Sport Boys          | –         | Deportivo Binacional |          |          |          |          |
| UTC                 | –         | Universitario        |          |          |          |          |
| Alianza Lima        | –         | Sport Huancayo       |          |          |          |          |
| Real Garcilaso      | –         | Unión Comercio       |          |          |          |          |

| Fecha 34             | Fecha 34  | Fecha 34            | Fecha 34 | Fecha 34 | Fecha 34 | Fecha 34 |
| Local                | Resultado | Visitante           | Estadio  | Fecha    | Hora     | TV       |
| -------------------- | --------- | ------------------- | -------- | -------- | -------- | -------- |
| Univ. San Martín     | –         | Ayacucho FC         |          |          |          |          |
| Alianza Universidad  | –         | Univ. César Vallejo |          |          |          |          |
| Deportivo Binacional | –         | Sporting Cristal    |          |          |          |          |
| FBC Melgar           | 5 – 1     | Academia Cantolao   |          |          |          |          |
| Carlos A. Mannucci   | –         | Deportivo Municipal |          |          |          |          |
| Sport Huancayo       | –         | Sport Boys          |          |          |          |          |
| Universitario        | –         | Real Garcilaso      |          |          |          |          |
| Pirata FC            | –         | UTC                 |          |          |          |          |
| Unión Comercio       | –         | Alianza Lima        |          |          |          |          |

## Datos y estadísticas

### Goleadores
| Daniel Tarazona                               | Cantolao | 24 |
| Paolo Rivera                                  | UCV      | 20 |
| Rolando Díaz                                  | UCV      | 17 |
| Jeremy Canela                                 | Cristal  | 17 |
| Jack Cirilo                                   | Ayacucho | 15 |
| Actualizado hasta el 24 de noviembre de 2019. |          |    |